# Kappa Mensae
Kappa Mensae är en blåvit stjärna i huvudserien i Taffelbergets stjärnbild.
Stjärnan har visuell magnitud +5,45 och är svagt synlig för blotta ögat vid god seeing. Den befinner sig på ett avstånd av ungefär 285 ljusår.